# Богородское (Вологодский район)
Богородское — деревня в Вологодском районе Вологодской области.
Входит в состав Спасского сельского поселения, с точки зрения административно-территориального деления — в Спасский сельсовет.
Расстояние по автодороге до районного центра Вологды — 30 км, до центра муниципального образования Непотягово — 20 км. Ближайшие населённые пункты — Волнино, Сысоево, Колотилово.

## Население
| 2002 | 2010 |
| ---- | ---- |
| 3    | ↘0   |

По переписи 2002 года население — 3 человека.